# 岐阜市立藍川小学校
岐阜市立藍川小学校（ぎふしりつ あいかわしょうがっこう）は、かつて岐阜県岐阜市にあった公立小学校。
岐阜市立藍川北中学校と統合し、義務教育学校の岐阜市立藍川北学園の開設により、2025年（令和7年）3月に廃校。

## 概要
加野・岩井地区にはかつて芥見小学校加野分校が存在した。芥見小学校加野分校は藍川小学校の前身とも言えるが、藍川小学校は昭和40年代に加野団地などの住宅開発による児童数増加により新設された小学校であり、芥見小学校加野分校とは設置場所が異なる。
2020年（令和2年）4月より岐阜市立藍川北中学校と施設分離型小中一貫校となった。小中一貫校としてのの呼称は「藍川北学園」であり、後に義務教育学校の岐阜市立藍川北学園の名称になった。

## 沿革
- 1970年（昭和45年） - 加野・岩井地区の児童数増加により、住民から小学校の新設の要望が高まる。
- 1973年（昭和48年）
  - 2月12日 - 岐阜市は、校名を「藍川小学校」と決定。
  - 4月1日 - 芥見小学校から分離し、岐阜市立藍川小学校として開校[2]。校舎未完成のため、芥見小学校の校舎の一部と芥見小学校の運動場に設置されたプレハブ校舎で授業を行う。開校時の児童数は408人。
  - 7月 - 新校舎が完成。
  - 9月（第2学期） - 児童は新たな校舎に移り、第2学期始業式挙行。同時に、竣工式挙行。
- 2014年（平成26年） - コミュニティ・スクールスタート。
- 2015年（平成27年）4月 - 岐阜市立藍川北中学校との小中一貫教育を開始する。
- 2020年（令和2年）4月 - 藍川北中学校との岐阜市型小中一貫校となる。
- 2021年（令和3年）4月 - 小中一貫校の呼称が「藍川北学園」となる。
- 2022年（令和4年）9月10日 - 創立50周年記念式典挙行[3]。
- 2025年（令和7年）
  - 3月16〜18日 - 閉校イベントを行い、校舎の一部を開放。
  - 3月26日 - 閉校式を行う。
  - 3月31日 - 閉校。

## 通学区域
- 岩井（1丁目～5丁目・住居表示未整備地域）、大蔵台、加野（1丁目～7丁目・住居表示未整備地域）、向加野（1丁目～3丁目）、石原（一部）[4]

## 進学先中学校
- 公立中学校に進学する場合の進学先中学校は、岐阜市立藍川北中学校であった。

## 交通アクセス
- 岐阜バス加野団地線
  - 「加野光町」バス停から、徒歩約420m・約7分。
  - 「加野県営住宅前」バス停から、徒歩約545m・約8分。

## 周辺
- 藍川公民館
- 藍川北中学校
- 正村歯科
- 県営加野住宅